# 贾科莫·洛西
贾科莫·洛西（義大利語：Giacomo Losi，1935年9月10日—2024年2月4日），意大利男子足球运动员，场上位置是边后卫。他曾代表意大利国家队参加1962年国际足联世界杯，结果获得第九名。

## 榮譽
羅馬
- 國際城市博覽會盃冠軍：1960/61年度
- 義大利盃冠軍：1964年，1969年

個人榮譽
- 2012年名列羅馬足球俱樂部名人堂